# Duccio di Buoninsegna

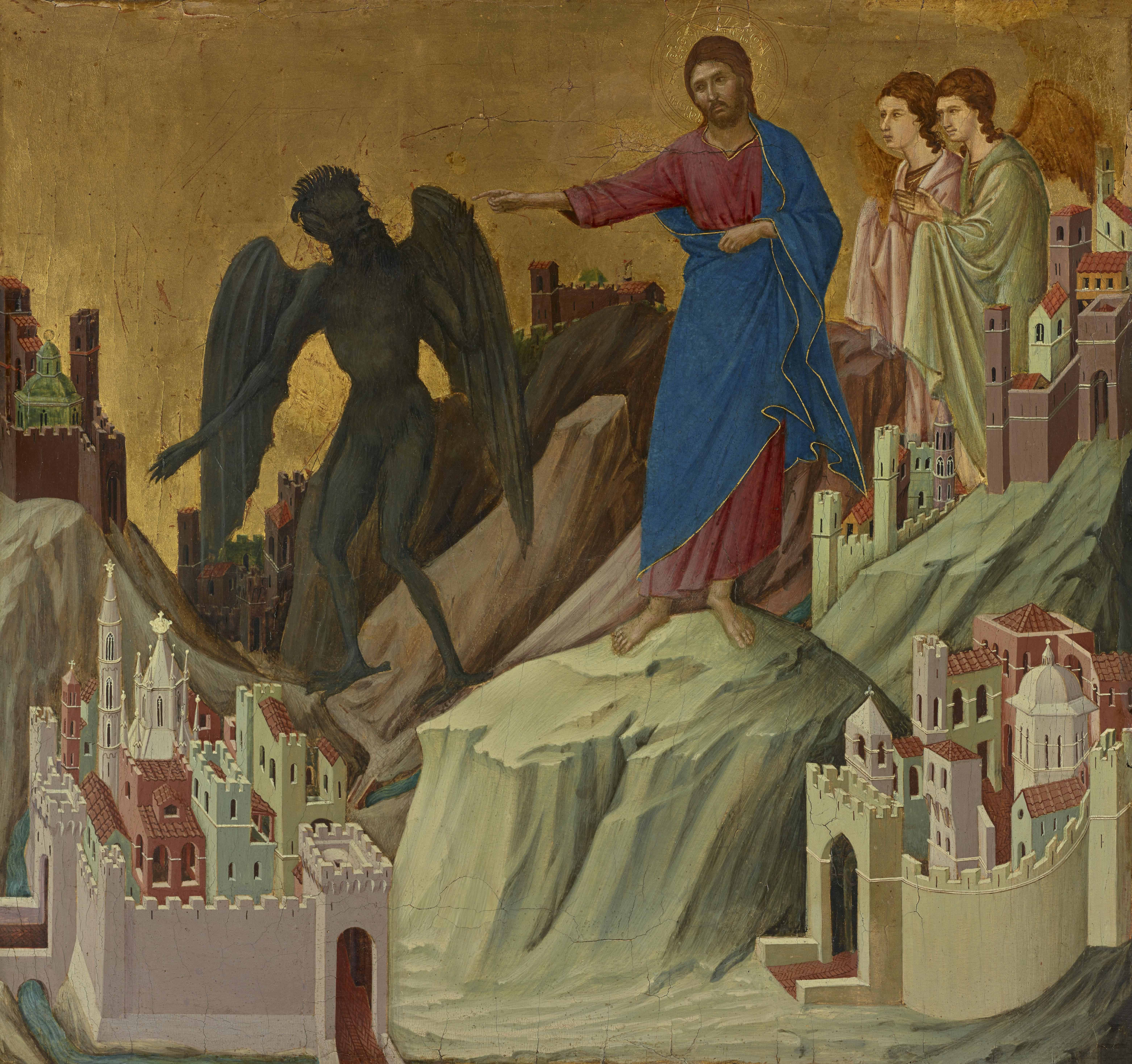
Versuchung Christi auf dem Berg, 1308–1311

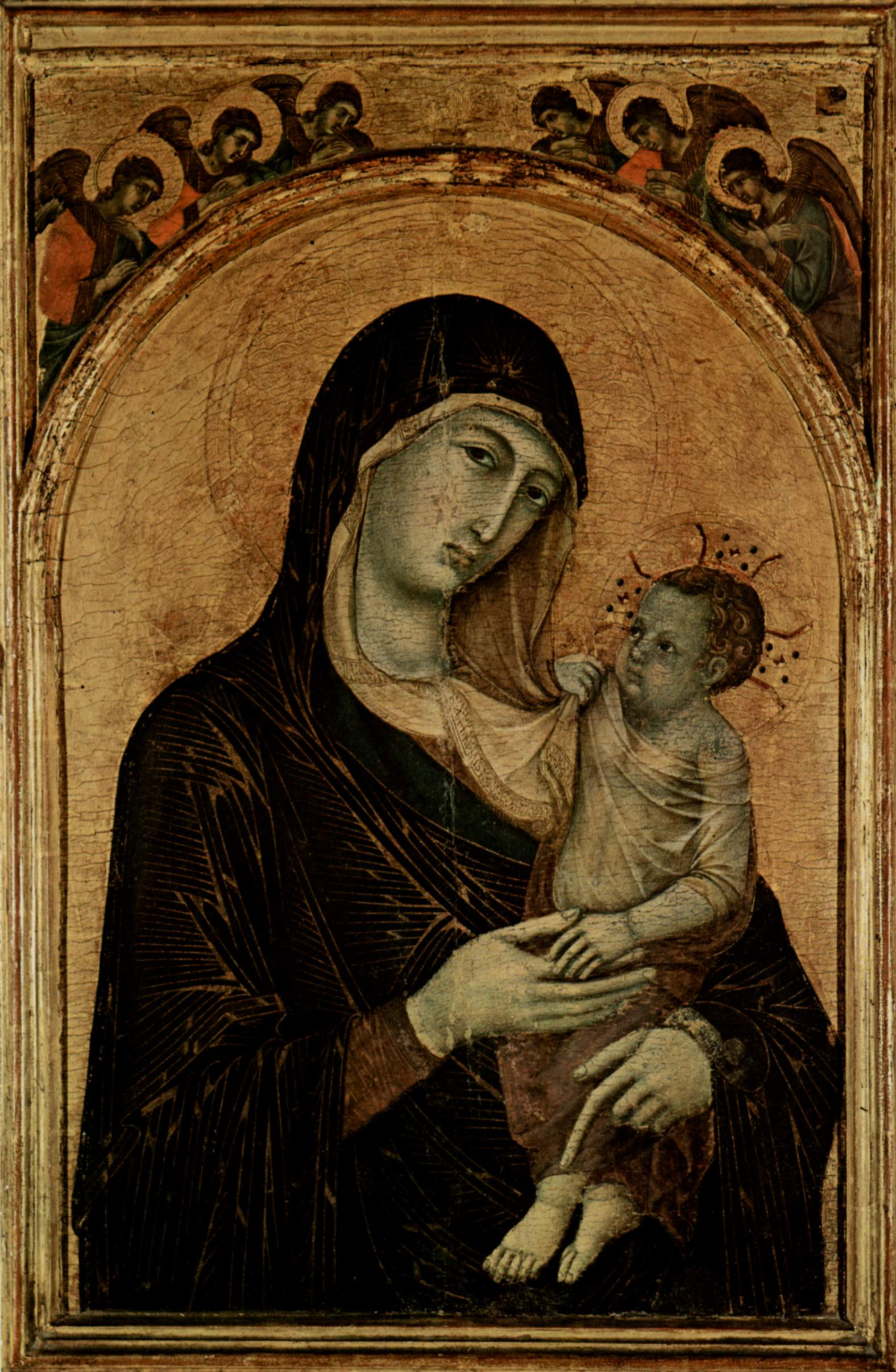
Madonna

Duccio di Buoninsegna (* um 1255 vermutlich in Siena; † 1318 oder 1319 in Siena) war ein italienischer Maler.

## Leben
Der Maler Duccio wurde urkundlichen Überlieferungen zufolge 1280 erstmals für ein nicht näher begründetes (aber wahrscheinlich politisches) Vergehen mit einer großen Geldstrafe belegt.Ref. ? Weitere Strafen sind in kommunalen Akten dokumentiert, unter anderen 1302 aufgrund finanzieller Schulden, für deren Begleichung ihm die Anfertigung einer Maestà für das Rathaus in Siena in Auftrag gegeben wurde. Diese ist allerdings nicht erhalten geblieben.
Zwischen 1296 und 1297 wurde in Paris ein Duche de Siene erwähnt, was vermuten lässt, dass Duccio seine Kenntnisse der französischen Gotik dort selbst erworben hat. Von 1285 bis 1299 wurde er in Siena mehrmals erwähnt und unter anderem bestraft, weil er sich weigerte, dem Stadtkommandanten (capitano del popolo) die Treue zu schwören. Ebenfalls bestraft wurde er für die Verweigerung des Militärdienstes und nochmals für ein anscheinend geringes Vergehen in Verbindung mit Hexerei.Ref. ?
Als Maler wurde Duccio erstmals 1278 und 1279 mit einer Arbeit für die Kommune Sienas erwähnt. Er bemalte 12 Aktentruhen. 1285 entstand ein Werk Duccios für die Florentiner Kirche Santa Maria Novella, auch als Madonna Rucellai bekannt, die heute in den dortigen Uffizien ausgestellt ist. 1308 bekam Duccio den Auftrag, das alte Altarbild des Doms, die sehr  verehrte Madonna del voto, zu ersetzen. So entstand das große, vielteilige und beidseitig bemalte Hochaltarretabel der Maestà. Ob noch weitere Werke von seiner Hand erhalten geblieben sind, ist unsicher. Er starb 1318 oder 1319 in Siena.

## Stil
Duccio wird der Sienesischen Schule zugerechnet. Er malte aus der byzantinischen Tradition heraus und verlieh dieser menschlichen Ausdruck. Die innovativen gotischen Züge seines Werks erlernte er vermutlich bei einem Aufenthalt in Paris. Sein Stil war weniger naturalistisch als der seines etwas jüngeren Zeitgenossen, dem Florentiner Giotto. Obwohl ein Meister der Erzähltechnik, die ihn mit Giotto vergleichbar macht, und seine Fähigkeit zur Darstellung ausgeprägter, tiefgründig wirkender Charaktere, mangelte es ihm an ikonografischer Originalität.
Seine Kunstfertigkeit, die Verwendung von Gold als Dekoration und kompositioneller Eigenschaft zugleich, die reichen, subtilen Farben – welche im Gegensatz zu Giottos formbeschreibender Art ein eigenständiges, ästhetisches Merkmal bilden – sowie die abwechslungsreichen und eleganten Konturen, die gleichermaßen zur Gestaltung der Oberflächenmuster wie als Beschreibung der Formen dienten, prägten die Sieneser Malerei für weitere zwei Jahrhunderte.
Maler der nächsten Generation, wie Simone Martini oder die Brüder Pietro und Ambrogio Lorenzetti, obwohl grundlegend unterschiedlich in ihrem Stil, nahmen sich Duccios Werk zum Vorbild für die Entwicklung ihres Schaffens.

## Duccios Maestà des Hochaltares des Doms zu Siena
Ab 1308 entstand ein Retabel für den Hochaltar des Doms zu Siena. Am 9. Juni 1311 war das Werk Maestà des Hochaltares des Doms zu Siena, vollendet. Die Vorderseite bildet eine prachtvolle Thronende Muttergottes mit Kind im Kreis von Engeln und Heiligen. Die Haupttafel ergänzt eine Predella, die in sieben Feldern Christi Kindheit von der Verkündigung bis zum Disput mit den Schriftgelehrten im Tempel schildert. Auf der Rückseite werden auf vierzehn Tafeln sechsundzwanzig Szenen der Passion Christi geschildert. In der Predella darunter finden sich verschiedene Wunder und Geschichten aus dem Leben Christi. (Im Bild des letzten Abendmahls malte er einen Teller mit einem Ferkel darauf, das Juden jedoch als unrein galt.)
1771 trennte man Vorder- und Rückseite voneinander und später kam es zu bedauerlichen Zerlegungen. Acht Predellentafeln wanderten ins Ausland, wo sie heute in verschiedenen Sammlungen bewahrt werden. Eine Tafel der Predella ist verschollen. Die übrigen Teile – Maestà und die entsprechenden Szenen der Rückseite sowie sieben Predellenbilder – befinden sich heute im Dommuseum Museo dell’opera del Duomo in Siena.
Neben weiteren Werken in Siena, Bologna und Perugia, die ihm zugeschrieben werden, könnte bei der Madonna der Badia a Isola (Gemeinde Monteriggioni) nahe Siena sich hinter dem Notnamen Meister Badia a Isolas auch Duccio selbst finden.
Weitere Arbeiten, die von Duccio stammen oder ihm zugeschrieben werden, befinden sich in der Frick Collection, New York, in der Royal Collection, Windsor, in der Christ Church Picture Gallery in Oxford, Bern, Turin, Budapest und London.